# Minnesota United FC
Minnesota United Football Club, er en amerikansk fodboldklub fra Saint Paul i Minnesota, som spiller i Major League Soccer.

## Historie
I marts 2015 annoncerede Major League Soccer at Minnesota ville blive givet et hold under ejerskabet af Bill McGuire. Navnet Minnesota United blev annonceret på samme tidspunkt, da klubben vil overtage branding og struktur fra den allerede eksisterende klub, som var ejet af McGuire, og spillede i North American Soccer League.
Minnesota United spillede deres første MLS kamp den 3. marts 2017, hvor de satte en negativ rekord. Med et 5-1 nederlag til Portland Timbers satte klubben nemlig rekord for det største nederlag i en klubs debutkamp i MLS. Den 13. marts spillede de deres første hjemmekamp, som også satte rekorder. Med en temperatur på −7 °C var det officielt den koldeste kamp i MLS historie.
Klubben kom i 2019 for første i slutspillet da de sluttede på fjerdepladsen i Western Conference. Deres bedste sæson kom i 2020, hvor at de igen sluttede på fjerdepladsen, men denne gang nåede hele vejen til Western Conference finalen, hvor de mødte Seattle Sounders. Minnesota førte med 0-2 efter 75 minutter, men led derefter et massivt kollaps og tabte 3-2, og som resultat missede deres første chance til at komme i MLS finalen.

## Stadion
Minnesota United spiller på Allianz Field, men en kapacitet på 19.400 tilskuere. Klubben ønskede først at placere deres stadion i Minneapolis, men som resultat af uenigheder med byen, besluttede klubben at bygge deres stadion i nabobyen Saint Paul, som gerne ville støtte projektet. Konstruktion begynde i 2017, og var færdig i 2019.
Klubben spillede mellem 2017-18 på Huntington Bank Stadium, hvilke tilhører University of Minnesota.

## Nuværende spillertrup
Oversigten er opdateret til og med 13. maj 2022.
| Nr. | Land        | Position | Spiller                       |
| --- | ----------- | -------- | ----------------------------- |
| 1   | USA         | MM       | Tyler Miller                  |
| 4   | Canada      | FO       | Callum Montgomery             |
| 5   | USA         | MI       | Jacori Hayes                  |
| 7   | Argentina   | AN       | Franco Fragapane              |
| 8   | Honduras    | MI       | Joseph Rosales (Lånt fra CAI) |
| 9   | Paraguay    | AN       | Luis Amarilla                 |
| 10  | Argentina   | MI       | Emanuel Reynoso               |
| 11  | Danmark     | MI       | Niko Hansen                   |
| 12  | Mali        | FO       | Bakaye Dibassy                |
| 13  | USA         | MM       | Eric Dick                     |
| 14  | USA         | FO       | Brent Kallman                 |
| 15  | New Zealand | FO       | Michael Boxall                |
| 16  | Canada      | AN       | Tani Oluwaseyi                |
| 17  | Finland     | MI       | Robin Lod                     |
| 18  | Ghana       | AN       | Abu Danladi                   |
| 19  | Madagaskar  | FO       | Romain Métanire               |

| Nr. | Land      | Position | Spiller              |
| --- | --------- | -------- | -------------------- |
| 20  | USA       | MI       | Wil Trapp            |
| 21  | Sydafrika | AN       | Bongokuhle Hlongwane |
| 22  | USA       | FO       | Devin Padelford      |
| 23  | Frankrig  | MI       | Adrien Hunou         |
| 24  | Jamaica   | MI       | Justin McMaster      |
| 25  | USA       | MI       | Aziel Jackson        |
| 27  | USA       | FO       | DJ Taylor            |
| 29  | Liberia   | AN       | Patrick Weah         |
| 31  | USA       | MI       | Hassani Dotson       |
| 33  | Honduras  | MI       | Kervin Arriaga       |
| 36  | USA       | FO       | Nabilai Kibunguchy   |
| 91  | Jamaica   | FO       | Oniel Fisher         |
| 92  | Jamaica   | FO       | Kemar Lawrence       |
| 97  | Canada    | MM       | Dayne St. Clair      |
| 99  | USA       | MM       | Fred Emmings         |